# Лапли, Джон
Джон Ини Лапли (англ. John Ini Lapli; 25 июня 1955, Соломоновы острова — 18 января 2025, Хониара) — политический деятель Соломоновых Островов, англиканский священник.

## Биография
Родился в 1955 году. Школьное образование получил в Колледже Селуин, расположенном на острове Гуадалканал. Впоследствии отправился в Новую Зеландию для обучения на священника, став им после окончания Теологического колледжа Святого Джона в Окленде (он также проработал в нём с 1982 по 1983 год). В 1986 году был приходским священником в одной из церквей Соломоновых Островов, а в 1987—1988 годах работал переводчиком Библии. В 1988—1989 годах занимал должность премьера провинции Темоту.
7 июля 1999 года стал генерал-губернатором страны, победив Мозеса Питакака в парламентском голосовании (получил поддержку 25 парламентариев, в то время как Питакака — двух). Оставался на посту до 7 июля 2004 года, когда уступил место Натаниелу Ваэна. В 2000 году был взят в плен мятежниками, однако спустя несколько дней, когда премьер-министр и правительство пообещали уйти в отставку, был освобождён. В июне 2004 года проиграл на выборах на пост генерал-губернатора, получив всего 6 из 41 парламентского голоса.
Умер 18 января 2025 года в возрасте 69 лет.